# Leonard C. Shea
Leonard Copeland Shea (* um 1914; † unbekannt) war ein Generalmajor der United States Army. Er war unter anderem Kommandeur der 2. Panzerdivision.
Leonard Shea war der Sohn eines Offiziers des US-Heeres. Im Jahr 1928 begann er eine Ausbildung am New Mexico Military Institute, die er im Jahr 1931 abschloss. In den folgenden Jahren bis 1936 durchlief er die United States Military Academy in West Point. Nach seiner Graduation wurde er als Leutnant der Feldartillerie zugeteilt. In der Armee durchlief er anschließend alle Offiziersränge vom Leutnant bis zum Zwei-Sterne-General. Im Jahr 1938 wechselte er zu einer Panzereinheit der Kavallerie. 
Im Lauf seiner militärischen Karriere absolvierte er verschiedene Kurse und Schulungen. Dazu gehörte unter anderem das National War College.
In seinen jüngeren Jahren absolvierte er den für Offiziere in den niederen Rangstufen üblichen Dienst in unterschiedlichen Einheiten und Standorten. Dazu gehörten auch Aufgaben als Stabsoffizier in verschiedenen Hauptquartieren. Er war Kompanieführer und als taktischer Offizier Ausbilder an der Militärakademie in West Point. Während des Zweiten Weltkriegs war er auf dem asiatischen Kriegsschauplatz eingesetzt und gehörte dann zu den Besatzungstruppen in Japan.
Im weiteren Verlauf war er unter anderem Abteilungsleiter bei der Haushaltsabteilung der Armee (Director Army Budget), Stabschef der 2. Panzerdivision, Stabsoffizier bei der 1. Kavalleriedivision, mit der er in Korea eingesetzt war, und Stabsoffizier bei den amerikanischen Truppen am Panamakanal. Zwischen dem 22. Juli und dem 1. November 1969 kommandierte er die 2. Panzerdivision. Anschließend ging er in den Ruhestand.
Über das weitere Leben von Leonard Shea ist in den Quellen nichts überliefert.

## Orden und Auszeichnungen
Shea erhielt im Lauf seiner militärischen Laufbahn unter anderem folgende Auszeichnungen:
- Army Distinguished Service Medal
- Legion of Merit
- Army Commendation Medal